# Dr. Jack
Dr. Jack er en amerikansk stumfilm fra 1922 af Fred C. Newmeyer.

## Medvirkende
- Harold Lloyd som Dr. Jackson
- Mildred Davis
- John T. Prince
- Eric Mayne som Dr. Ludwig von Saulsbourg
- Norman Hammond som Jamison The Lawyer
- Charles Stevenson